# Камара, Усман (футболист, 2001)
Усма́н Камара́ (фр. Ousmane Camara; род. 3 ноября 2001 или 20 февраля 2001, Конакри) — гвинейский футболист, нападающий клуба «Кастельон» и сборной Гвинеи. Участник Олимпийских игр 2024 в Париже.

## Клубная карьера
Камара — воспитанник клуба «Осер». 28 декабря 2022 года в матче против «Монако» он дебютировал в Лиге 1. По итогам сезона клуб вылетел из элиты, но игрок остался в команде. 5 августа 2023 года в матче против «Валансьена» он дебютировал в Лиге 2. В этом же поединке Усман забил свой первый гол за «Осер». В начале 2024 года Камара на правах аренды перешёл в «Анси». 27 января в матче против «По» он дебютировал за новую команду. 3 февраля в поединке против «Генгама» Усман забил свой первый гол за Анси. По окончании аренды игрок вернулся в «Осер».
28 августа 2024 года подписал контракт с испанским клубом «Кастельон».

## Международная карьера
10 июня 2024 года в отборочном матче чемпионата мира 2026 против сборной Мозамбика Камара дебютировал за сборную Гвинею.
В 2024 году был включён в заявку олимпийской сборной Гвинеи на участие в Олимпийских играх в Париже. На турнире он сыграл в матчах против команд Новой Зеландии, Франции и США. 